# The Black Album (Prince)
The Black Album is het zestiende album van de Amerikaanse popartiest Prince. Het zou oorspronkelijk worden uitgebracht in november 1987, maar werd eerst uitgesteld en een maand later geannuleerd, zonder officiële opgave van reden. Het werd uiteindelijk in november 1994 alsnog uitgebracht in een gelimiteerde oplage.

## Algemeen
De oorspronkelijke opvolger van het dubbelalbum Sign “☮” the Times, dat eerder dat jaar was uitgegeven, zou zonder wat voor promotie dan ook worden uitgebracht. Er stond geen artiest en titel op het album, en was gehuld in een zwarte albumhoes, waardoor het in de wandelgangen al snel The Black Album werd genoemd, ook refererend aan de White Album van The Beatles. Een officiële titel heeft het album echter niet, ook al gebruiken Prince en Warner Bros. zelf ook de titel The Black Album. De enige informatie die er verder op het album stond was het catalogusnummer (wat ook weleens als titel werd gebruikt), de tracklist, het Warner Bros.-logo en informatie over de auteursrechten van de nummers (all songs published by Controversy Music ASCAP). Die laatste informatie maakte duidelijk dat het een Prince productie was. Een andere alternatieve albumtitel is Funk Bible: The New Testament, wat in de intro van het eerste nummer Le Grind te horen valt.
De plaat werd net voordat hij zou worden uitgebracht door Prince zelf geannuleerd. Hij riep alle al bestaande exemplaren terug en annuleerde het gehele project. Alleen zo'n honderd Europese promotie-exemplaren konden de dans der vernietiging ontspringen. Deze werden de bron voor vele bootlegs die vrijwel meteen na het annuleren van het album en in de jaren daarna zouden verschijnen. The Black Album is waarschijnlijk 's werelds meest verkochte bootlegalbum aller tijden, met naar schatting ongeveer 200.000 illegaal verkochte exemplaren. Originele platen werden voor meer dan 5000 dollar verkocht.
Over de redenen voor het annuleren van het album gingen vele geruchten de ronde:
- Een slechte ervaring met de toen nog vrij onbekende drug Ecstasy, deed hem beseffen dat het album slecht was of dat het een slecht voorteken was.
- Prince raakte in gewetensnood door de seksuele en gewelddadige inhoud van de liedteksten.
- Warner Bros., zijn platenmaatschappij, vond dat toen het uitlekte dat er een nieuw Prince-album uitkwam, het marketingtechnisch niet verantwoord was om zo snel een nieuw album uit te brengen. Oorspronkelijk zou het album namelijk in het geheim in de winkels komen te liggen.
- Prince had eenvoudigweg besloten dat het album van een lage kwaliteit was en dat het niet verstandig was om het uit te brengen

Later zou Prince zelf verklaren dat het album was opgenomen in een donkere periode van zijn leven en dat hij bang was dat wanneer hij onverwachts zou overlijden, men hem het meest zou herinneren aan dit album.
Een half jaar later zou het gospelachtige album Lovesexy worden uitgebracht, die werd gepresenteerd als de spirituele tegenhanger van The Black Album. In zijn eerste videoclip van Lovesexy (Alphabet St.) staat verscholen het bericht te lezen; "don't buy the black album, I'm sorry". De enige ballade van The Black Album, When 2 R In Love is ook op Lovesexy te horen, maar krijgt in de context van Lovesexy een geheel andere betekenis.
Er ontstond een hele cult rond het album. The Edge en Bono van U2 verklaarden in de Rolling Stone dat ze The Black Album een van de beste albums van 1988 vonden. Sommige recensenten kraakten Lovesexy af in het voordeel van The Black Album en meerdere dj's draaiden enkele nummers van de plaat, wat tot serieuze problemen met Warner Bros. leidde. Onder Princefans ontstond zelfs een serieuze discussie over de vraag of het geoorloofd was voor een "echte" fan om de bootleg van The Black Album te bezitten en te draaien. Toen in 1994 echter de plaat alsnog officieel in de winkels kwam te liggen, hadden de meeste fans en muziekkenners de bootleg op één of andere manier in hun bezit en was de interesse voor de legale uitgave van de plaat afgestompt.

## De muziek
The Black Album wordt door veel fans en critici gezien als een gehaast funkalbum, maar er zijn ook liefhebbers die het album op handen dragen omdat zij het juist zien als een van Prince' beste funkalbums. De zwarte albumhoes en het teruggrijpen naar de ritmische funk van weleer wordt door sommigen ook gezien als een manier van Prince om het krediet, die hij deels had verloren bij het Afro-Amerikaanse deel van de Amerikaanse bevolking, terug te winnen.
Het album bevat een van Prince' schokkendste nummers, Bob George. In dit nummer neemt hij de gedaante aan van een agressief, vloekend en bewapend persoon, die zijn vrouw vermoordt en die het personage Prince uitscheldt voor "that skinny motherfucker with the high voice". Het nummer herbergt een monoloog voorgedragen door de zeer vertraagde, vrijwel onherkenbare stem van Prince. Er zijn kenners die menen dat het nummer meer een reactie is op de toenemende verheerlijking van geweld en vrouwenhaat in gangsta rap, dan dat Prince hier een nieuwe weg wilde inslaan.
Andere opvallende momenten op het album is de hiphopparodie Dead On It en het nummer Cindy C.. Dit laatstgenoemde nummer gaat over het toen opkomende supermodel Cindy Crawford. Nadat het laatste nummer is uitgefaded, komt die terug met de leus "What kind of fuck ending was that?", voordat het geluid opnieuw wegsterft.

## Nummers
| 01. | Le Grind                     | 6:44 |
| 02. | Cindy C.                     | 6:15 |
| 03. | Dead On It                   | 4:37 |
| 04. | When 2 R in Love             | 3:59 |
|     |                              |      |
| 05. | Bob George                   | 5:36 |
| 06. | Superfunkycalifragisexy      | 5:55 |
| 07. | 2 Nigs United 4 West Compton | 7:01 |
| 08. | Rockhard in a Funky Place    | 4:31 |